# 垂井光義
垂井光義（たるい みつよし、1915年（大正4年）7月29日 - 1944年（昭和19年）8月18日）は、大日本帝国陸軍の軍人、戦闘機操縦者でエース・パイロット。最終階級は陸軍中尉。ノモンハン航空戦第2位のエースである。

## 略歴
- 1915年（大正4年）7月29日 岡山県に生まれる。
- 1934年（昭和9年）2月 陸軍少年飛行兵第1期生として所沢陸軍飛行学校に入校する。翌年11月に卒業すると、明野陸軍飛行学校で戦闘機の戦技教育を受け、各務ヶ原の飛行第1連隊第1中隊に配属された。垂井らは初の少年飛行兵ということで部隊では期待を持って迎えられた[2]。
- 1939年（昭和14年）
  - 5月 第1次ノモンハン事件の勃発により飛行第1戦隊（九七式戦闘機装備）に出動が下令された。
  - 6月22日、垂井曹長は満蒙国境近くのトボス飛行場に進出、24日から哨戒飛行に出動したが会敵しなかった。
  - 6月26日夕方、採塩所飛行場へ移動の途中、垂井ら3機編隊はI-15と遭遇。接敵中に上空からソ連戦闘機50～60機に襲撃されて空戦となり計6機を撃墜、うち2機が垂井の初戦果となった。
  - 6月28日のタムスク攻撃では、空中接触されて落下傘降下した編隊長・本間富士雄中尉を、敵地に着陸して救出した。その後も空戦毎に出撃。
  - 9月15日の停戦までに計28機の撃墜を記録した。これは篠原弘道准尉（58機）に次ぐノモンハン戦第2位のスコアとなった[2]。

1940年（昭和15年）
- - 12月、垂井曹長は陸軍航空士官学校に入校し、翌年

1941年（昭和16年）
- - 7月 陸軍航空士官学校を卒業して少尉に任官、原隊の飛行第1連隊に復帰した。太平洋戦争の開戦により南方作戦に出動、マレー、スマトラ、ジャワ航空戦を転戦して本土に帰還した[2]。

1943年（昭和18年）
- - 4月 中尉に進級して三式戦闘機装備の飛行第68戦隊に転属となり、ニューギニアのウェワク基地に進出した。南東方面の航空戦は日本側が不利になりつつあり、士気も低下している中で第2中隊長竹内正吾大尉を良く補佐した。垂井の明朗で沈着、大胆な人柄は上下から大きな信頼を受けた。空戦では、この方面では初めてP-47を撃墜するなど、10機以上の米軍機を撃墜した。三式戦闘機はエンジン故障が多発したため、垂井も「魔のセピック湿地」に墜落、現地民に助けられて帰還するなど、半年間に3回も乗機の故障で不時着したが、その度に生還した[2][3]。
- 1944年（昭和19年）
  - 春 米軍のホーランジア上陸で戦隊は飛行機を喪失、生存者は飛行場を放棄し、西部ニューギニアのサルミを目指して徒歩で後退した。
  - 8月18日 転進中の垂井は米戦闘機の機銃掃射を受けた。重傷を負った垂井は北を向き、「天皇陛下万歳」を唱え、合掌しつつ絶命した[2]。戦死後、大尉に進級。総撃墜数は38機[1]。